# فهرست فلسفه‌های توسعه نرم‌افزار
در زیر روش‌های و فلسفه‌های توسعه نرم‌افزار فهرست شده‌است. این فهرست شامل مواردی مانندروند توسعه نرم‌افزار، روش‌نامه توسعه نرم‌افزار و تولید یکنفره و چند نفره و قوانین حقوقی آن می‌باشد.
- Agent-oriented programming
- توسعه نرم‌افزاری چابک
- Agile Unified Process (AUP)
- برنامه‌نویسی جنبه‌گرا
- Behavior Driven Development (BDD)
- Big Design Up Front (BDUF)
- فیل و کوران (BMAEA)
- Brooks's law
- کلیسای جامع و بازار (see also Release early، release often)
- فرایند تولید نرم‌افزار
- Cone of Uncertainty
- Constructionist design methodology (CDM)
- یکپارچه‌سازی مداوم
- Control tables
- Conway's Law
- Cowboy coding
- Crystal Clear (software development)
- تزریق نیازمندی
- Design-driven development (D۳)
- Design Driven Testing (DDT)
- Domain-Driven Design (DDD)
- Don't Make Me Think (book by Steve Krug about تعامل انسان و رایانه and web usability)
- خودت را تکرار نکن (DRY) or Duplication is Evil (DIE) or Once and Only Once (OAOO)، Single Point of Truth (SPoT)، Single Source of Truth (SSOT)
- Dynamic Systems Development Method (DSDM)
- Easier to Ask Forgiveness than Permission (EAFP)
- پیش‌نمونه‌ی نرم‌افزار
- برنامه‌سازی مفرط (XP)
- Feature Driven Development
- پروانه نرم‌افزار آزاد
- Good Enough For Now (GEFN)
- وارونگی کنترل
- وارونگی کنترل
- توسعه تکرار شونده و افزایشی
- Joint application design، aka JAD or «Joint Application Development»
- کایزن
- کانبان
- اصل سادگی در اصل (Keep It Simple and Stupid)، تغییر یافته به (Keep It Simple، Stupid!)
- Lean software development
- برنامه‌نویسی ادیبانه
- Microsoft Solutions Framework (MSF)
- معماری مدل-محور (MDA)
- Moscow Method
- متن‌باز
- OpenUP
- قانون پارکینسون
- Quick-and-dirty
- Rapid application development (RAD)
- فرایند یکپارچه رشنال (RUP)
- Responsibility-driven design (RDD)
- اسکرام
- تفکیک دغدغه‌ها (SoC)
- Service-oriented modeling
- Software Craftsmanship
- Software System Safety
- Solid (object-oriented design)
- Spiral model
- Structured Systems Analysis and Design Method (SSADM)
- SUMMIT Ascendant (now IBM Rational SUMMIT Ascendant)
- فرایند نرم‌افزار تیمی (TSP)
- توسعه آزمون‌محور (TDD)
- Two Tracks Unified Process (۲TUP)
- Unified Process (UP)
- فلسفه یونیکس
- مدل وی (فرایند تولید نرم‌افزار)
- مدل آبشاری
- Wheel and spoke model
- When it's ready
- Win-Win Model
- Worse is better (New Jersey style، as contrasted with the MIT approach)
- You Ain't Gonna Need It (YAGNI)